# Orrorin tugenensis
Orrorin tugenensis (лат.) — вымерший вид африканских больших человекообразных обезьян. В популярной литературе известен как «Человек тысячелетия» («Millennium Man»).
Единственный в роду орроринов. Считается одним из древнейших известных предков гоминин и, возможно, современных людей. Название рода Orrorin переводится с местного языка как «Первый человек». Видовое имя tugenensis происходит от названия холмов Tugen Hills в месте, где оррорин был открыт. Останки орроринов были найдены в Кении. Они залегали между двумя слоями вулканического пепла, благодаря которым датируются относительно точно: между 5,8 и 6,1 млн лет назад, в эпоху миоцена.

## Описание
Останки принадлежали, по меньшей мере, пяти разным особям. Они включают части бедренной кости, форма которых косвенно указывает на прямохождение, а также кости правой руки, приспособленной для лазания по деревьям, но непригодной для брахиации, и нескольких зубов, принадлежавших существам с диетой как у парантропов. Форма коренных зубов и клыков характерна для животных, питающихся фруктами и изредка — мясом. Зубы в некоторых признаках сближаются с зубами шимпанзе. Рост O. tugenensis равнялся примерно 1,1-1,2 м или чуть выше.
Останки были найдены в 2000 году Бригиттой Сенут и Мартином Пикфордом из французского Музея естествознания. Первооткрыватели на основании признаков прямохождения и по форме зубов отнесли оррорина к гомининам. Кроме того, они сочли, что общий предок людей и обезьян жил не менее 6,87 млн лет назад.
20 образцов, найденных по состоянию на 2007 год, включают: заднюю часть нижней челюсти в двух частях; симфиз и несколько изолированных зубов; три фрагмента бедра; частично плечевая кость; проксимальная фаланга; и дистальная фаланга большого пальца.
Если оррорин действительно является прямым предком людей, то ардипитек и австралопитеки оказываются тупиковой ветвью эволюции, так как оррорин жил до их появления, а форма его бедренной кости существенно ближе к человеческой, чем у Люси. Пока этот вопрос остаётся дискуссионным. Некоторые учёные считают, что оррорин вообще не является прямым предком человека, а лишь одной из тупиковых ветвей.
Однако, с целью научной проверки предполагаемого родства международная команда учёных-антропологов провела ряд изысканий. Бедренные кости орроринов были сравнены как с теперешними обезьянами и человеком, так и с костями миоценовых испанопитеков, дриопитеков, экваториусов и проконсулов. Среди группы древних приматов лишь проконсул мог бы быть предком орроринов, но уровень эволюционирования у него слишком примитивный.
Оказалось, что расположением ягодичной бугристости оррорин больше походит на миоценовых гоминоидов и современных гиббонов — бугристость смещена на бок кости. По этой причине, в отличие от ныне существующих человекообразных обезьян и людей, у которых она расположена на задней стороне бедра (иное крепление мышц), оррорин полностью выпрямить нижние конечности в тазобедренном суставе не мог. Достаточно архаичной оказались и морфология бедренной головки, угол шейки бедра, физические особенности большого — выступающего в бок, и малого — завёрнутого внутрь вертелов.
Тем не менее «Человек Тысячелетия», названный так в многочисленных СМИ, является обладателем ряда весьма прогрессивных анатомических черт: удлинённой шейкой бедра с переднезадним уплощением, сферической формой её головки.
Судя по останкам животных и растений той же эпохи, оррорины жили в сухих вечнозелёных лесах, а не в саванне, как предсказывали многие теории эволюции человека. Поэтому прямоходящие обезьяны, по-видимому, впервые появились в лесах, а не эволюционировали от четвероногих, вышедших на открытые пространства. Возможно, прямохождение было элементом адаптации к жизни на деревьях. Современные орангутаны используют все четыре конечности для перемещения только по толстым сучьям, в то время как к более тонким ветвям либо цепляются снизу, либо идут по ним на задних конечностях, готовясь передними уцепиться за другие ветви повыше или балансируя для устойчивости. Такая тактика позволяет им приблизиться к плодам, расположенным далеко от ствола, или прыгать с одного дерева на другое. В отличие от них предки современных шимпанзе и горилл специализировались на лазании по вертикальным стволам и лианам, чем обусловлена их кривоногая и косолапая походка на земле. Тем не менее, люди унаследовали много общего с этими обезьянами, включая строение костей рук, усиленных для хождения с опорой на костяшки пальцев.